# Pseudamnicola klemmi
Pseudamnicola klemmi là một loài động vật chân bụng thuộc họ Hydrobiidae. Đây là loài đặc hữu của Pháp.